# Estação Antártica Polaca Henryk Arctowski
A Estação Antártica Polaca Henryk Arctowski é uma estação antártica polonesa no ponto Point Thomas no lado oeste da Baía do Almirantado da Ilha Rei George nas Ilhas Shetland do Sul, que foi inaugurada em 26 de fevereiro de 1977.
O seu nome foi dado em honra de Henryk Arctowski (1871-1958), meteorologista que acompanhou o explorador belga Adrien de Gerlache na expedição efectuada a bordo do RV Belgica (1897-1899). Esta foi a primeira expedição a passar o Inverno na Antártida. Foi Arctowski quem propôs a noção original de um factor de índice de resfriamento, argumentando que o vento poderia ser tão prejudicial para os tecidos humanos quanto o frio em ambientes severos.
A estação foi estabelecida no dia 26 de Fevereiro de 1977. É gerida pela Academia de Ciências da Polónia. As suas principais áreas de investigação são: biologia marinha, oceanografia, geologia, geomorfologia, glaciologia, meteorologia, climatologia, sismologia, magnetismo e ecologia.
Uma estufa providencia vegetais para a estação e as praias perto da estação exibem restos de ossos de baleia, vestígios do tempo em que o sítio era utilizado para processar as baleias caçadas na região.
A estação localiza-se perto de colónias de três diferentes tipos de pinguins e foi designado um Sítio de Especial Interesse Científico, de acordo com o Tratado da Antártida.